# Imrich Matyáš
Imrich Matyáš (Bratislava, 24 de abril de 1896-18 de octubre de 1974) fue uno de los primeros activistas en Checoslovaquia en luchar por la igualdad de derechos de las minorías sexuales y la despenalización de la homosexualidad. Fue colaborador del primer periódico queer checoslovaco, Hlas sexuální menšiny (La voz de las minorías sexuales).

## Trayectoria
Imrich nació en Bratislava (entonces parte del Reino de Hungría y el Imperio Austro-Húngaro ) en una familia con raíces aristocráticas. Después de servir como soldado en el frente italiano de la Primera Guerra Mundial, trabajó toda su vida como empleado en el Instituto de Seguridad Social y Beneficios de Jubilación. Comenzó a abogar por los derechos de los homosexuales a partir de 1919.
El trabajo de Imrich como defensor de la homosexualidad estuvo influenciado por los escritos del sexólogo alemán Magnus Hirschfeld y el activista Kurt Hiller. Junto a ellos, fue miembro del Comité Científico Humanitario y de la Liga Mundial para la Reforma Sexual. Para ayudar a la comunidad queer de Bratislava, escribió un manual para personas homosexuales sobre cómo defenderse en el sistema de justicia penal.
Después de la Segunda Guerra Mundial, el nuevo gobierno checoslovaco continuó criminalizando los actos homosexuales y el nuevo Código Penal de 1950 los castigó hasta con un año de prisión. Imrich luchó activamente en contra de la legislación y trató de convencer a los funcionarios de modificarla. La homosexualidad fue finalmente despenalizada en Checoslovaquia el 29 de noviembre de 1961.